# Horse the Band
Horse the Band est un groupe d'electronicore américain, originaire de Lake Forest, en Californie. Le groupe est mieux connu pour son style metalcore mêlé à des éléments de 8-bit.

## Biographie
Horse the Band est formé en 1998 à Lake Forest, en Californie, par Erik Engstrom et David Isen, pendant leurs études à la El Toro High School. Le groupe effectue ses propres tournées en été 2002. En été 2004, ils effectuent le Horse the World Tour 2004, jouant plus de 85 concerts en 90 jours en Amérique du Nord et en Europe. Le début 2008 assiste à une tournée mondiale de Horse the Band à travers 40 pays.
Le 2 février 2009, Horse the Band signe avec Vagrant Records. Ils expliquent lors d'un entretien avoir mis neuf ans pour accéder au label.
Leur nouvel album, Desperate Living, est publié le 6 octobre 2009.

## Membres

### Membres actuels
- Erik Engstrom – claviers, chœurs (depuis 1998)
- David Isen – guitare (depuis 1998)
- Nathan Winneke – chant (depuis 2002), basse (2001–2002), batterie (2000-2001)
- Daniel Pouliot – batterie (depuis 2008)
- Jerimiah Bignell – basse (depuis 2009)

### Anciens membres
- Adam Crook - chant (1998-2002)
- Risto Metso - chant (1998-1999)
- Jason Roberts - basse (1998-1999)
- Guy Morgenshtern - basse (1999-2001)
- Andy Stokes - basse (2002-2004)
- Dashiel Arkenstone - basse (2004-2008)
- Jason Karuza - batterie (1998-2000, 2001-2004)
- Eli Green - batterie (2004-2006)
- Chris Prophet - batterie (2006-2008)

### Membres de tournée
- Ed Edge - triangle (depuis 2005)
- Mike Benitez - basse (2002)
- Alex Duddy - batterie (2004)
- Jon Karel - batterie (2008)
- Brian Grover - basse (2009)

## Discographie

### Albums studio
- 2001 : Secret Rhythm of the Universe (auto-produit)
- 2003 : R. Borlax (Pluto Records, réédité en 2007)
- 2005 : The Mechanical Hand (Combat Records)
- 2007 : A Natural Death (Koch Records)
- 2009 : Desperate Living (Vagrant Records, réédité chez Roadrunner Records)

### EP
- 2001 : I Am A Small Wooden Statue on a Patch of Crabgrass Next to a Dried Up Riverbed (autoproduit)
- 2002 : Beautiful Songs by Men (autoproduit)
- 2006 : Pizza (Koch Records)

### DVD
- 2004 : The Effing 69 World Tour
- 2009 : We Flooded It, and There's Yogurt Everywhere: 48 Hours in Ukraine
- 2010 : Earth Tour

## Vidéographie
- A Million Exploding Suns - The Mechanical Hand
- Lord Gold Throneroom - The Mechanical Hand
- Birdo - The Mechanical Hand
- New York City - A Natural Death
- Murder - A Natural Death
- Shapeshift - Desperate Living